# Pupo De Luca
Giovanni „Pupo“ De Luca (* 6. April 1926 in Mailand; † 14. Dezember 2006 auf Lanzarote) war ein italienischer Schauspieler, Drehbuchautor und Jazzmusiker (Schlagzeug).

## Leben und Wirken
De Luca war früh vom Jazz beeinflusst und begann Schlagzeug zu spielen. Nach der Befreiung Italiens begann er eine regelmäßige Konzerttätigkeit und spielte in mehreren Orchestern. Mitte der 1950er Jahre gründete er die Gruppe I Menestrelli del Jazz, mit Ezio Leoni am Akkordeon, Ernesto Villa am Kontrabass, Fausto Papetti am Saxophon und Giampiero Boneschi (später ersetzt durch Gianfranco Intra) am Klavier, mit der erste Schallplattenaufnahmen entstanden, die international auch unter The Minstrels of Jazz vermarktet wurden. Deutlich dem Modern Jazz verpflichtet leitete er 1958 ein pianoloses Quintett mit den Saxophonisten Fausto Papetti, Glauco Masetti und Eraldo Volonté, das mehrere Aufnahmen, auch mit Sängerin Cosetta Greco, veröffentlichte. Im selben Jahr war er Schlagzeuger des Sestetto Azzurro (mit Alberto Semprini am Klavier, Ebe Mautino an der Harfe, Mario Migliardi an der Hammondorgel, Walter Beduschi am Bass und Bruno De Filippi an der Gitarre), das Domenico Modugno bei seinem Auftritt auf dem Sanremo-Festival begleitete („Nel blu dipinto di blu“).
1959 tourte er mit I menestrelli del Jazz (in veränderter Besetzung) durch Italien. Weiterhin arbeitete er mit Enrico Intra (Jazz in Studio, 1962), mit Franco Cerri, aber auch mit Chet Baker, Bud Shank und Gianni Basso. Mit der Sängerin Lilian Terry tourte er international. Mit Intra und Gianni Buongiovanni gründete er in den 1960er Jahren den Derby Club in Mailand, der zur Spielstätte des neuen Kabaretts wurde. 1966 spielte er das Soloalbum A Scuola con Pupo De Luca ein, auf dem er verschiedene Rhythmen vorstellte.
In der zweiten Hälfte der sechziger Jahre begann De Luca eine Karriere als Schauspieler. Zwischen 1969 und 1971 trat er in der Rolle des Kochs Fritz Brenner in der RAI-Fernsehserie Nero Wolfe auf. In Filmen war er hauptsächlich als Charakterdarsteller tätig. Er ist bekannt aus Filmen wie Vier Fäuste für ein Halleluja (1971), Verflucht, verdammt und Halleluja (1972) oder Auch die Engel mögen’s heiß (1974). Als Drehbuchautor war er für L'inconveniente (1976) und Il compromesso... erotico (Menage a quattro) (1976) tätig.
De Luca zog sich Anfang der 1990er Jahre aus dem Showbusiness zurück und migrierte nach Lanzarote auf den Kanarischen Inseln.

## Filmografie (Auswahl)
- 1968: Die Banditen von Mailand (Banditi a Milano)
- 1972: Dein Vergnügen ist auch mein Vergnügen (Il tuo piacere è il mio)
- 1973: La ragazza di Via Condotti
- 1975: Die Sexmaschine (Conviene far bene l’amore)